# Faro di Dungeness
Il faro di Dungeness (Dungeness lighthouse, in inglese) sull'omonima lingua, punto più meridionale della costa del Kent.

## Storia
Intorno all'anno 1600 Trinity House, l'autorità britannica per i fari, espresse parere sfavorevole ad una proposta per un faro a Dungeness Point e declinò un invito del Consiglio Privato di Sua Maestà a costruirne uno. Tuttavia il proponente, Sir Sir Edward Howard o Hayman, che ottenne un mandato dalla Corte, perseverò nella sua intenzione ed ottenne il ritiro dell'opposizione da parte di Trinity House. Nel 1615 Sir Edward Howard ottenne un brevetto dal Re Giacomo I d'Inghilterra che gli consentiva di riscuotere un pedaggio di un "penny" (all'epoca 1/240 di Sterlina britannica) per ogni tonnellata per i successivi 40 anni, e segnalò il promontorio con un fuoco di carbone aperto che negli anni successivi venne sostituito con delle candele, probabilmente a causa della difficoltà di trasportare il carbone a Dungeness Point.

Sir Edward si rese conto che ottenere il pagamento del pedaggio era tutt'altro che facile, e cedette i diritti a William Lamplough (cancelliere della Royal Kitchen) il quale si avvalse delle autorità doganali per la riscossione. Gli armatori, che non riuscivano più ad evitare il pagamento della tassa, si coalizzarono e nel 1921 chiesero con forza a Trinity House la soppressione del segnale luminoso, definendolo un "fastidio alla navigazione" a causa della luce troppo debole delle candele. Il Parlamento d'Inghilterra non volle interferire con un beneficiario del Re, e si limitò a segnalare che il segnale di Dungeness Point necessitava di una luce più visibile.
La luce venne migliorata, ma questo non fu sufficiente a placare gli oppositori.
La municipalità di Rye, cittadina dell'East Sussex, tentò di acquisire i diritti del faro facendo presente che l'idea di costruirlo era da attribuire ad un proprio cittadino. Venne proposto una legge che consentiva alla città di applicare un pedaggio portuale per il mantenimento del faro ed utilizzare i fondi eccedenti per la sistemazione del porto; tuttavia questo progetto non fu mai concretizzato e la concessione di Lamplough restò in vigore.

### La torre del 1635
Con il tempo la battigia arretrò e i naviganti lamentarono la eccessiva distanza dal faro alla costa. Fu così necessario demolire la torre originale e costruirne una nuova. Nel 1635 fu realizzata la nuova torre, più vicina al promontorio, dotata di bruciatore a carbone. Nel 1688 Trinity House chiede nuovamente al gestore del faro di provvedere a migliorare il segnale luminoso.
Sul faro continuò a funzionare un bruciatore a carbone fino al 1746, ma la linea della battigia continuò a ritirarsi verso il mare. La torre veniva così a trovarsi sempre più lontana dalla riva, diventando fuorviante per i naviganti.

### La torre di Wyatt del 1792
Per sostituire la precedente torre ormai troppo distante dalla riva, nel 1792 l'ingegnere ed architetto Samuel Wyatt costruì una nuova torre di circa 35 metri, simile al faro di Eddystone costruito dal John Smeaton nel 1759. Il segnale luminoso del nuovo faro era generato da 18 lampade ad olio con riflettori parabolici.
Nel 1864 il faro fu uno tra i primi ad essere convertito alla luce elettrica, che fu però ritenuta poco efficiente e sostituita da una lampada a petrolio con una potenza di 850 candele con ottica a prismi. In quell'occasione la torre venne ridipinta di nero con una banda bianca, per aumentare la visibilità diurna.
La torre fu demolita nel 1904 ma esiste ancora l'abitazione del guardiano.

### La torre del 1904
Alla fine del XIX secolo il continuo arretramento del mare rese necessaria la costruzione di un nuovo faro, che iniziò nel 1901 ad opera dell'impresa Messrs. Pattrick & Co. di Londra. Il nuovo faro consisteva in una torre circolare in muratura di mattoni, alta circa 41 metri e con un diametro alla base di 11 metri. Ultimata nel 1904, il segnale luminoso venne attivato per la prima volta i 31 marzo dello stesso anno. La nuova torre, nota come High Light Tower ("Torre della luce alta", in inglese), non era più di proprietà della Trinity House.
Negli anni sessanta il segnale venne oscurato in direzione ovest dalla costruzione della centrale nucleare di Dungeness (la Dungeness Nuclear Power Station) a circa un quarto di miglio di distanza dal faro. Si rese così necessaria la costruzione di una nuova torre 450 metri a est di quella esistente.

## La torre attuale
L'attuale faro fu inaugurato ufficialmente da Sua Altezza Reale Henry Windsor, duca di Gloucester, che era all'epoca era Maestro di Trinity House. Il segnale divenne operativo il 20 novembre 1961.
Consiste in una torre cilindrica alta circa 43 metri con un diametro di 3,6 metri. La struttura è costituita da anelli in calcestruzzo prefabbricati altri 1,5 metri e spessi 15 centimetri, incastrati uno nell'altro. La colorazione in pasta di questi ultimi crea uno schema ottico a due bande orizzontali nere e due bianche alternate senza che sia stato necessario dipingere la torre. Sulla sommità si trova la "lanterna", ovvero il locale che ospita il segnale luminoso, circondato dalla balconata di servizio.
Nel maggio del 1962 sono state installate delle lampade a scarica che illuminano l'intera torre, per aumentare la riconoscibilità dal mare. Questa illuminazione ha anche ridotto la mortalità degli uccelli migratori durante le stagioni migratorie. Dal 1991 il faro è stato convertito al funzionamento automatico ed è controllato a distanza dal centro di controllo di Trinity House ad Harwich, nell'Essex.

### Segnale
Il segnale luminoso è generato da quattro gruppi di quattro lampade alogene da 200 Watt con riflettore parabolico. La caratteristica è una sequenza di 5 lampi in un periodo di 30 secondi, l'intensità è di 452,000 candele ed ha una portata di 27 miglia nautiche.

### Segnale da nebbia
Il segnale da nebbia emette un suono di tre frequenze, per tre volte in un periodo di 60 secondi.